# Kangeq

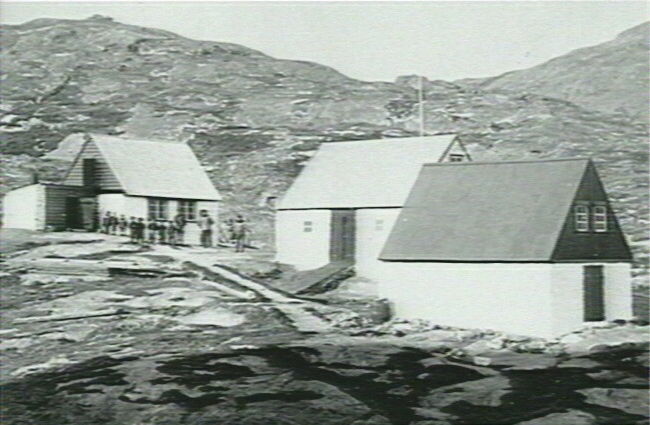
Kangeq em 1890.

Kangeq (também conhecido como Kangek e em dinamarquês: Håbets Ø) é uma localidade abandonada no município de Sermersooq, no sudoeste da Gronelândia. É a localidade mais próxima de Nuuk, situando-se a aproximadamente 16 km a sudoeste de Nuuk.

## Residentes notáveis
- Aron de Kangeq - pintor e historiador.[1]